# Apiapaati
Apiapaati is een eiland in de Boven-Surinamerivier in Sipaliwini, Suriname. Bij dit eiland heeft de rivier een sterke stroming.
Het eiland is in gebruik voor toerisme als onderdeel van een meerdaagse reis naar het binnenland van Suriname. Het ligt in Saramaccaans gebied. Het ligt stroomafwaarts vanaf de Tapawatrasoela. Ook staat de Ananasberg in de buurt, met van bovenaf uitzicht over het regenwoud.
Het eiland is vernoemd naar Apia (paatie betekent eiland), die hier als eerste een kamp bouwde. Hij koos het om dicht bij het water te wonen om te kunnen vissen. In 1981 nam Papada Pikintio het eiland over voor de verbouw van rijst, groenten en fruit en eveneens om voor visvangst. Pikintio heeft het eiland ingericht als vakantieoord.